# Cervinia unisetosa
Cervinia unisetosa är en kräftdjursart som beskrevs av Paul A. Montagna 1981. Cervinia unisetosa ingår i släktet Cervinia och familjen Cerviniidae. Inga underarter finns listade i Catalogue of Life.